# Аоба (вулкан)
Аоба (бисл. Ambae, фр. Ambae, англ. Aoba) — вулкан на острове Аоба в провинции Пенама, Вануату.
Аоба — щитовой вулкан гавайского типа. Высота над уровнем моря — 1496 метров. Бо́льшая часть вулкана — более 3900 метров — находится под водой.

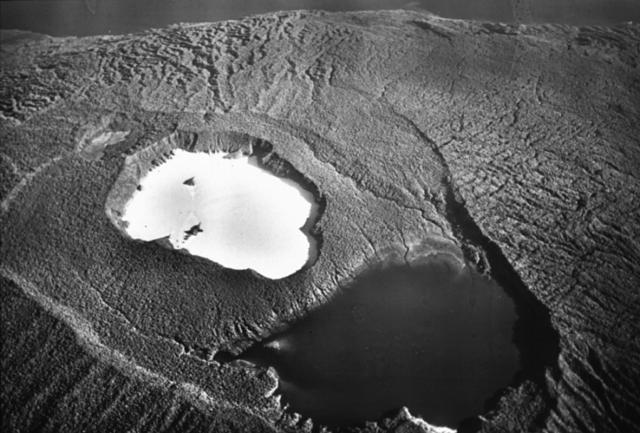
Вулкан Аоба в 1940-е годы

Вулкан Аоба — один из самых массивных вулканов архипелага Вануату, занимаемая им площадь составляет 2500 км². Диаметр кратера достигает 6 км. Аоба состоит из пирокластического конуса, в центре которого образовано несколько кальдер, заполненных водой. В настоящий момент на вершине вулкана образовалось 3 озера, которые имеют разные оттенки: Манаро-Нгору, Манаро-Лакуа, Вуи. Кратер озера Манаро-Нгору сформировался 360 лет назад. Образование вулканического туфа возникло 60 лет спустя. Известно, что извержение, произошедшее в XVIII веке, уничтожило всё население острова, которое проживало на западе острова Аоба.
Последний раз вулкан извергался в июне 2024 года. Вулкан выбрасывал пепел и диоксид серы в воздух. Аоба постоянно проявляет вулканическую активность — время от времени на озёрах можно видеть его эксплозивные всплески. Начиная с XVI века, вулкан активно извергался более 7 раз.
Население острова в настоящий период проживает на севере острова, но запах выбросов диоксидов серы присутствует в воздухе.

## История

### Шлейф от вулкана Аоба в Тихом океане: фото со спутника
11 апреля 2018 года при помощи инструмента для получения спектральных изображений MODIS на спутнике НАСА Aqua удалось сделать цветной снимок вулканического шлейфа из вулкана Аоба. Шлейф тянется через южную часть Тихого океана. В НАСА отмечают, что цвета снимка — естественные.
После периода затишья с лета 2011 года Аоба вновь «ожил» осенью 2017 года. Периоды его вулканической активности чередуются с периодами затишья. К середине марта 2018 года вулкан вновь начал извергать облака пепла, поднимающиеся над островом Оба в Вануату.
Согласно данным Глобальной программы вулканизма, 6 апреля Аоба выбросил самый большой столб диоксида серы с момента извержения вулкана Кальбуко в Чили 22 апреля 2015 года. Тогда над Андами поднялось огромное грибовидное облако пепла, которое казалось красным в закатных лучах. Высота выброса составляла 10 км, был объявлен «красный» уровень тревоги и прошла эвакуация 5000 человек.

## Список вулканических объектов по алфавиту, входящих в комплекс Аоба
| Название     | Название на английском   | Тип                 | Высота (м.) |
| ------------ | ------------------------ | ------------------- | ----------- |
| Аламбакео    | Alaembakeo, Vuti         | Вулканический конус | н/д         |
| Анагона      | Anagona                  | Вулканический конус | н/д         |
| Вувунгана    | Vuvungana, Vuti          | Вулканический конус | н/д         |
| Вуи          | Voui, Lake               | Кратер              | 1340        |
| Вуитамоа     | Vuitavoa, Vusi           | Вулканический конус | н/д         |
| Керекере     | Kerekere, Vuti           | Вулканический конус | 756         |
| Лаква        | Lakwa, Vuti              | Вулканический конус | 590         |
| Лолваи       | Lolwai                   | Туфовый конус       | н/д         |
| Ломбенбен    | Lombenben                | Щитовой вулкан      | 1496        |
| Манаро-Нгору | Manaro Ngoru             | Кратер              | 1552        |
| Намуи        | Namui, Vusi              | Вулканический конус | н/д         |
| Нгвала Рок   | Ngwala Rock (Devil Rock) | Туфовый конус       | н/д         |
| Ван          | One, Vusi                | Вулканический конус | 662         |
| Талао        | Talao, Vuti              | Вулканический конус | н/д         |
| Тамбунаракве | Tambunarakwe, Viti       | Вулканический конус | н/д         |
| Тангванги    | Tangwangi, Vuti          | Вулканический конус | н/д         |
| Тапуниканди  | Tapunikandi, Vuti        | Вулканический конус | 594         |
| Тасови       | Tasovi, Vusi             | Вулканический конус | н/д         |
| Токолотаи    | Tokolotai, Viti          | Вулканический конус | н/д         |